# Oligowolemia
Oligowolemia - obniżenie wolemii, a więc objętości krążącej krwi w organizmie, spowodowane utratą krwi, osocza lub przemieszczeniem się płynów w obrębie tzw. przestrzeni płynowych (np. zatrzymanie ich w obrębie jelit w przypadku niedrożności jelit).
Wstrząs oligowolemiczny powstaje w następstwie utraty:
- Krwi (pokrwotoczny, pourazowy)
- Osocza (rozległe oparzenie)
- Wody i NaCl w proporcji typowej dla płynu pozakomórkowego, np. w razie obfitych wymiotów, biegunki lub gromadzenia się wody w świetle jelita w zapaleniu otrzewnej. W takich przypadkach mówi się o odwodnieniu izotonicznym.
- Wody i NaCl, gdy przeważa utrata chlorku sodowego nad utratą wody; bywa to w niewydolności nerek w okresie wielomoczu, w niewydolności nadnerczy, a także po wymiotach i biegunce, ale tylko wtedy, gdy uzupełnia się wodę na nie elektrolity. Ten typ odwodnienia nazywa się hipotonicznym. Ciśnienie osmotyczne płynu pozakomórkowego maleje i woda dostaje się do komórek.

Duży (uważa się, że powyżej 30% objętości krwi krążącej) lub gwałtowny spadek wolemii (np. krwotok), doprowadza do wstrząsu oligowolemicznego.

Przeczytaj ostrzeżenie dotyczące informacji medycznych i pokrewnych zamieszczonych w Wikipedii.